# Ба, Альгассим
Альгасси́м Ба (фр. Algassime Bah; родился 12 ноября 2002 года, Гвинея) — гвинейский футболист, нападающий греческого клуба «Олимпиакос».

## Клубная карьера
Футболом начал заниматься на родине, в 2019 году перешёл в новосозданный центр футбольного образования «Виста», расположенный в Геленджике. В 2021 году подписал контракт с греческим «Олимпиакосом». Также сообщалось об интересе к игроку со стороны «Атлетико Мадрид», «Гента», «Милана» и клубов из Франции. За клуб дебютировал 12 сентября 2021 года в домашней игре с «Атромитосом», заменив на 88-й минуте Матьё Вальбуэна. В том сезоне стал чемпионом Греции.

## Карьера в сборной
В июне 2023 года был включён в заявку олимпийской сборной на молодёжный чемпионат Африки 2023. Отыграл все пять матчей, 24 июня в матче с хозяевами турнира забил первый гол за сборную. С командой занял 4-е место.

## Достижения

### «Олимпиакос»
- Чемпион Греции: 2021/22